# Tenerife
Tenerife Spanyolországhoz tartozó sziget az Atlanti-óceán északkeleti részén, 2 034 km²-es területével a Kanári-szigetek legnagyobbika. Itt él a szigetek lakosságának 43 százaléka, 2014-es adatok szerint csaknem 905 ezer ember.

## Földrajz

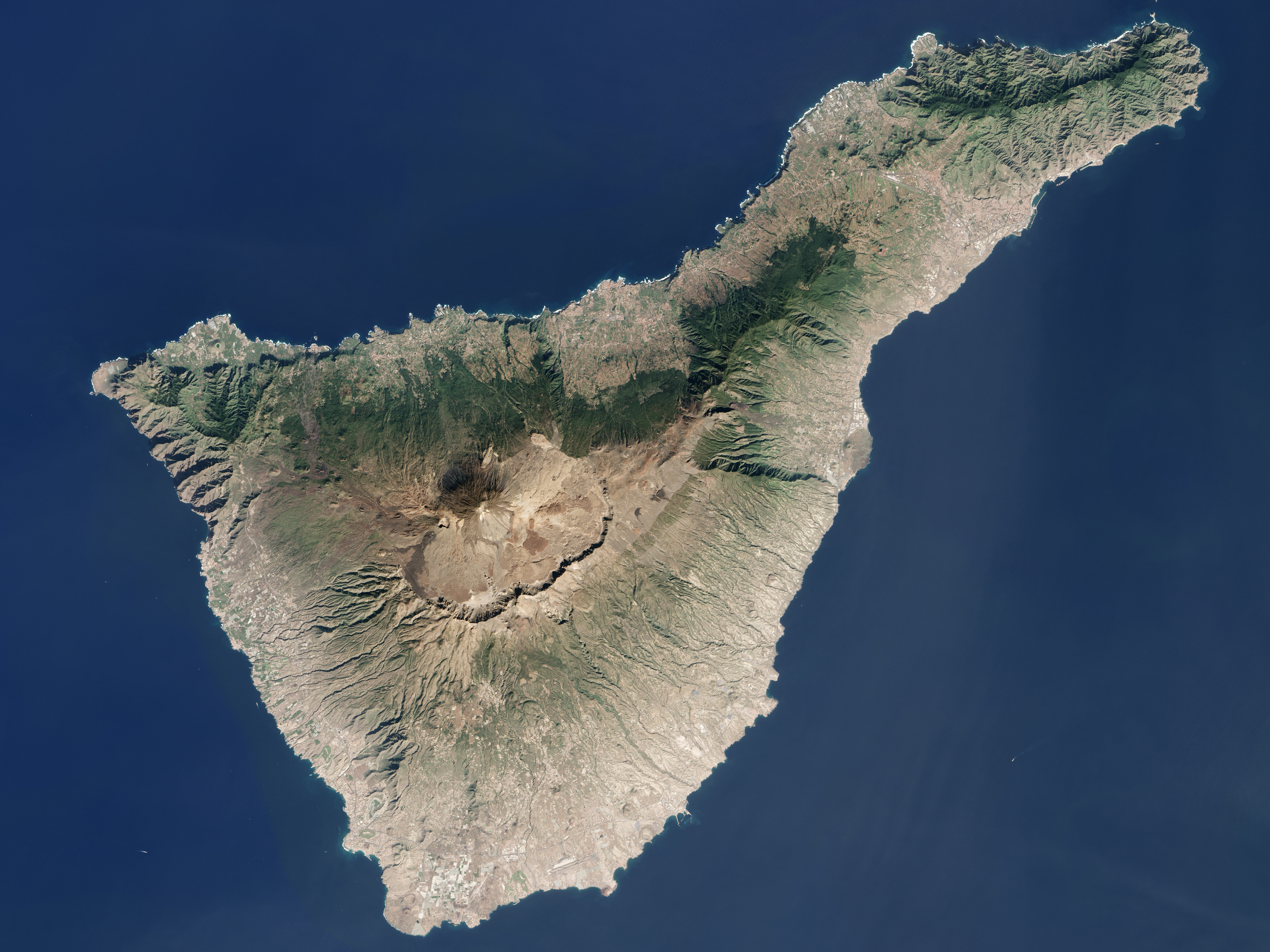
Műholdkép. Dúsabb természetes növényzet jobbára csak északon van.

A szigetet két hegység is megosztja: 
- északon az Anaga-hegység,
- nyugaton a Teno-hegység csipkés láncai törnek a magasba.

Központi részén emelkedik a 3718 méter magas Teide tűzhányó, amely utoljára 1909-ben tört ki.
A sziget közepét hegyek foglalják el, köztük a csaknem négyezer méter magas Teide vulkán, Spanyolország legmagasabb csúcsa az alapjától számítva a világ harmadik legnagyobb vulkánja. A Teide Nemzeti Park világörökségi helyszín, ahogy San Cristóbal de La Laguna (a sziget második legnagyobb települése) belvárosa is. A Macizo de Anaga hegylánc a sziget északkeleti részében bioszféra-rezervátum: Európában itt él a legtöbb  bennszülött faj.

## Éghajlat
| Hónap                                   | Jan. | Feb. | Már. | Ápr. | Máj. | Jún. | Júl. | Aug. | Szep. | Okt. | Nov. | Dec. | Év   |
| --------------------------------------- | ---- | ---- | ---- | ---- | ---- | ---- | ---- | ---- | ----- | ---- | ---- | ---- | ---- |
| Átlagos max. hőmérséklet (°C)           | 21,0 | 21,2 | 22,1 | 22,7 | 24,1 | 26,2 | 28,7 | 29,0 | 28,1  | 26,3 | 24,1 | 22,1 | 24,7 |
| Átlagos min. hőmérséklet (°C)           | 15,4 | 15,3 | 15,9 | 16,5 | 17,8 | 19,5 | 21,2 | 21,9 | 21,7  | 20,3 | 18,4 | 16,6 | 18,4 |
| Átl. csapadékmennyiség (mm)             | 32   | 35   | 38   | 12   | 4    | 1    | 0    | 2    | 7     | 19   | 34   | 43   | 226  |
| Havi napsütéses órák száma              | 178  | 186  | 221  | 237  | 282  | 306  | 337  | 319  | 253   | 222  | 178  | 168  | 2887 |
| Forrás: Agencia Estatal de Meteorología |      |      |      |      |      |      |      |      |       |      |      |      |      |

| Hónap | Jan. | Feb. | Már. | Ápr. | Máj. | Jún. | Júl. | Aug. | Szep. | Okt. | Nov. | Dec. | Év   |
| --- | ---- | ---- | ---- | ---- | ---- | ---- | ---- | ---- | ----- | ---- | ---- | ---- | ---- |
| Rekord max. hőmérséklet (°C)                                                                                  | 29,3 | 30,0 | 34,0 | 35,6 | 37,7 | 36,2 | 42,9 | 44,3 | 41,8  | 37,0 | 35,2 | 30,0 | 44,3 |
| Átlagos max. hőmérséklet (°C)                                                                                 | 21,7 | 22,0 | 23,1 | 23,1 | 23,9 | 25,4 | 27,7 | 28,4 | 27,9  | 26,8 | 24,8 | 22,8 | 24,8 |
| Átlagos min. hőmérséklet (°C)                                                                                 | 15,2 | 15,0 | 15,6 | 16,0 | 17,0 | 18,8 | 20,2 | 21,1 | 21,1  | 20,0 | 18,2 | 16,5 | 17,9 |
| Rekord min. hőmérséklet (°C)                                                                                  | 9,0  | 9,8  | 9,6  | 12,2 | 13,0 | 14,6 | 16,8 | 17,1 | 16,6  | 14,8 | 12,0 | 10,4 | 9,0  |
| Átl. csapadékmennyiség (mm)                                                                                   | 17   | 20   | 15   | 7    | 1    | 0    | 0    | 1    | 4     | 12   | 26   | 30   | 133  |
| Havi napsütéses órák száma                                                                                    | 193  | 195  | 226  | 219  | 246  | 259  | 295  | 277  | 213   | 214  | 193  | 195  | 2725 |
| Forrás: Agencia Estatal de Meteorología; Agencia Estatal de Meteorología (1981–2010), Extremes (1921-Present) |      |      |      |      |      |      |      |      |       |      |      |      |      |

| Hónap                                                                                | Jan. | Feb. | Már. | Ápr. | Máj. | Jún. | Júl. | Aug. | Szep. | Okt. | Nov. | Dec. | Év   |
| ------------------------------------------------------------------------------------ | ---- | ---- | ---- | ---- | ---- | ---- | ---- | ---- | ----- | ---- | ---- | ---- | ---- |
| Rekord max. hőmérséklet (°C)                                                         | 25,6 | 26,9 | 33,2 | 33,0 | 37,6 | 37,9 | 41,4 | 41,2 | 38,0  | 33,2 | 31,0 | 25,2 | 41,4 |
| Átlagos max. hőmérséklet (°C)                                                        | 16,0 | 16,7 | 18,2 | 18,5 | 20,1 | 22,2 | 24,7 | 25,7 | 24,9  | 22,5 | 19,7 | 17,1 | 20,5 |
| Átlagos min. hőmérséklet (°C)                                                        | 10,2 | 10,0 | 10,7 | 10,9 | 12,0 | 14,0 | 15,7 | 16,6 | 16,5  | 15,2 | 13,3 | 11,5 | 13,1 |
| Rekord min. hőmérséklet (°C)                                                         | 3,2  | 3,4  | 2,0  | 4,2  | 6,0  | 8,5  | 8,5  | 7,0  | 9,2   | 6,8  | 6,2  | 3,5  | 2,0  |
| Átl. csapadékmennyiség (mm)                                                          | 80   | 70   | 61   | 39   | 19   | 11   | 6    | 5    | 16    | 47   | 81   | 82   | 517  |
| Havi napsütéses órák száma                                                           | 150  | 168  | 188  | 203  | 234  | 237  | 262  | 269  | 213   | 194  | 155  | 137  | 2410 |
| Forrás: Agencia Estatal de Meteorología (1981–2010); Agencia Estatal de Meteorología |      |      |      |      |      |      |      |      |       |      |      |      |      |

## Története
A sziget őslakói a guancsok voltak.
A turistacsalogató güimari piramis építésének célja és az építmény eredetisége erősen kétséges, de kiválóan alkalmas arra, hogy találgatásokat indítson el arról, a guancsok a kedvező Kanári-áramlatot kihasználva nem juthattak-e el egészen Amerikáig, mint ezt később maga Kolumbusz Kristóf tette. A szigetre tévedt első spanyol Alonso Fernández de Lugo volt, aki királya nevében hivatalosan birtokba vette Tenerifét – a guancsok azonban legyőzték őt és csapatát. A következő spanyol invázió gyakorlatilag elpusztította a guancs kultúrát, és a spanyolok 1496-ban megalapították a mai Santa Cruz elődjét.

## Közigazgatás
A szigeten 31 község található. A főváros Santa Cruz de Tenerife.
| | |
| - Adeje - Arafo - Arico - Arona - Buenavista del Norte - Candelaria - Fasnia - Garachico - Granadilla de Abona - La Guancha - Guía de Isora - Güímar - Icod de los Vinos - La Matanza de Acentejo - La Orotava - Puerto de la Cruz | - Los Realejos - El Rosario - San Cristóbal de La Laguna - San Juan de la Rambla - San Miguel de Abona - Santa Cruz de Tenerife - Santa Úrsula - Santiago del Teide - El Sauzal - Los Silos - El Tanque - Tacoronte - Tegueste - La Victoria de Acentejo - Vilaflor |

### Főbb települések
Székhelye, Santa Cruz de Tenerife a sziget ÉK-i részén fekszik, és régen ez volt az ide látogatók fő célpontja – mostanára azonban a sziget déli részén kiterjedt üdülőfalvakat építettek rengeteg szállodával. A sziget fővárosába nemcsak a vámmentes boltok csábítják az idegeneket, hanem a neoklasszicista és a gyarmati építészeti stílust elegyítő városközpontja is.

## Turizmus
A 20. század második felében fellendült a turizmus: Európában hamar elterjedt az a közkedvelt elnevezés, hogy Tenerife az örök tavasz hazája.  Évente mintegy 5 millió látogató érkezik Tenerifére. A sziget Spanyolország egyik fő turistacélpontja, és a világ egyik legnagyobb karneváljának a helyszíne. A távoli utazókat  lenyűgözi a sziget kettőssége: a hatalmas, sötét hegyek és a homokos strandok. Van, ahová a homokot Nyugat-Afrikából hozták ide hajókon, és rendszeresen pótolni is kell, mivel a hullámok elhordják.
A sziget második legnagyobb városa, Puerto de la Cruz gyógyfürdőként már régóta ismeretes: hamarabb vonzotta a turistákat, gyógyulni vágyókat, mint a strandok.

## Közlekedés

### Légiforgalom
A szigetnek két repülőtere van: Tenerife Sur délen és Tenerife Norte északon.

## Fotók

Tenerife zászlaja
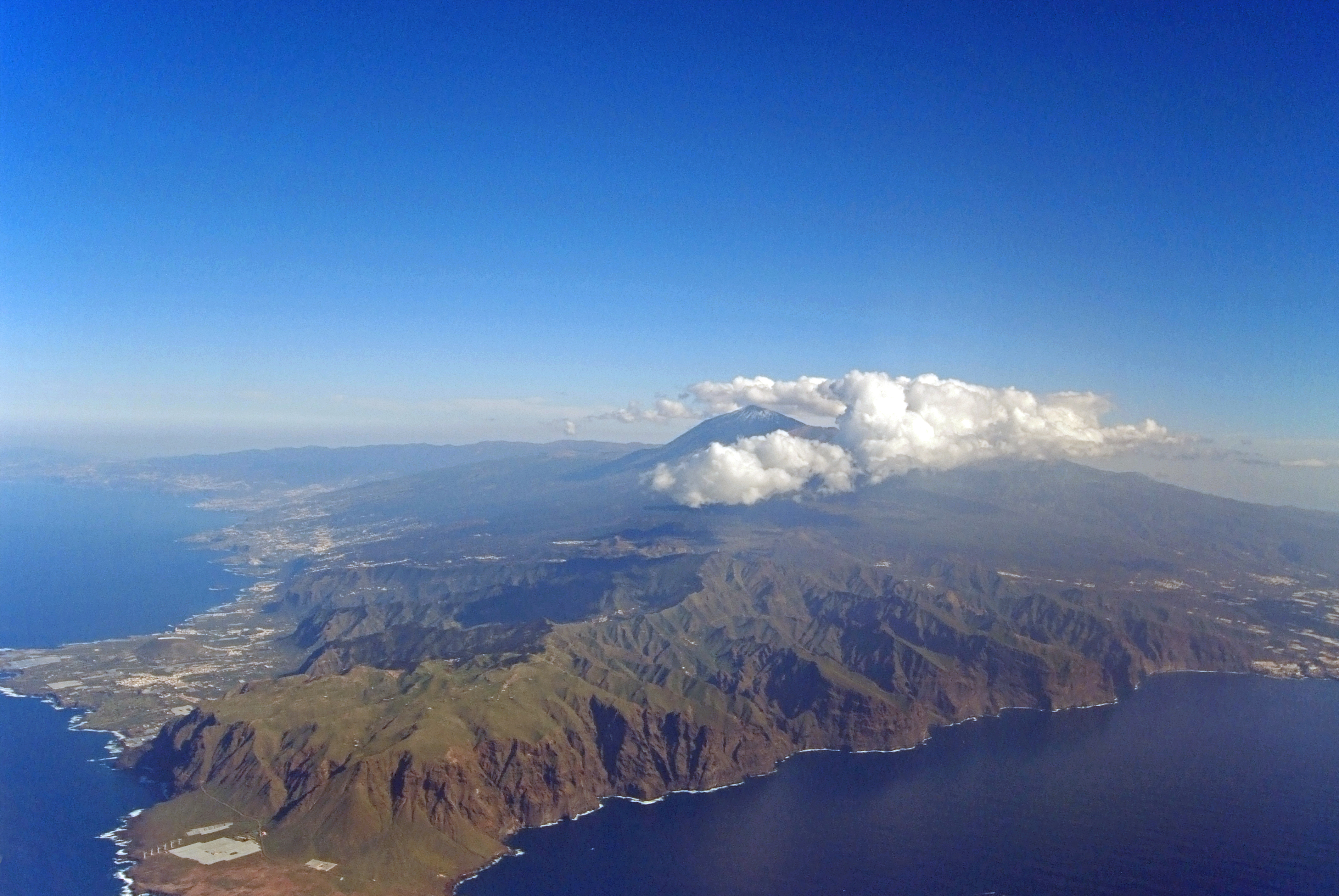
Légifelvétel ÉNy-ról, a Teno-hegységgel és Los Gigantes szikláival az előtérben
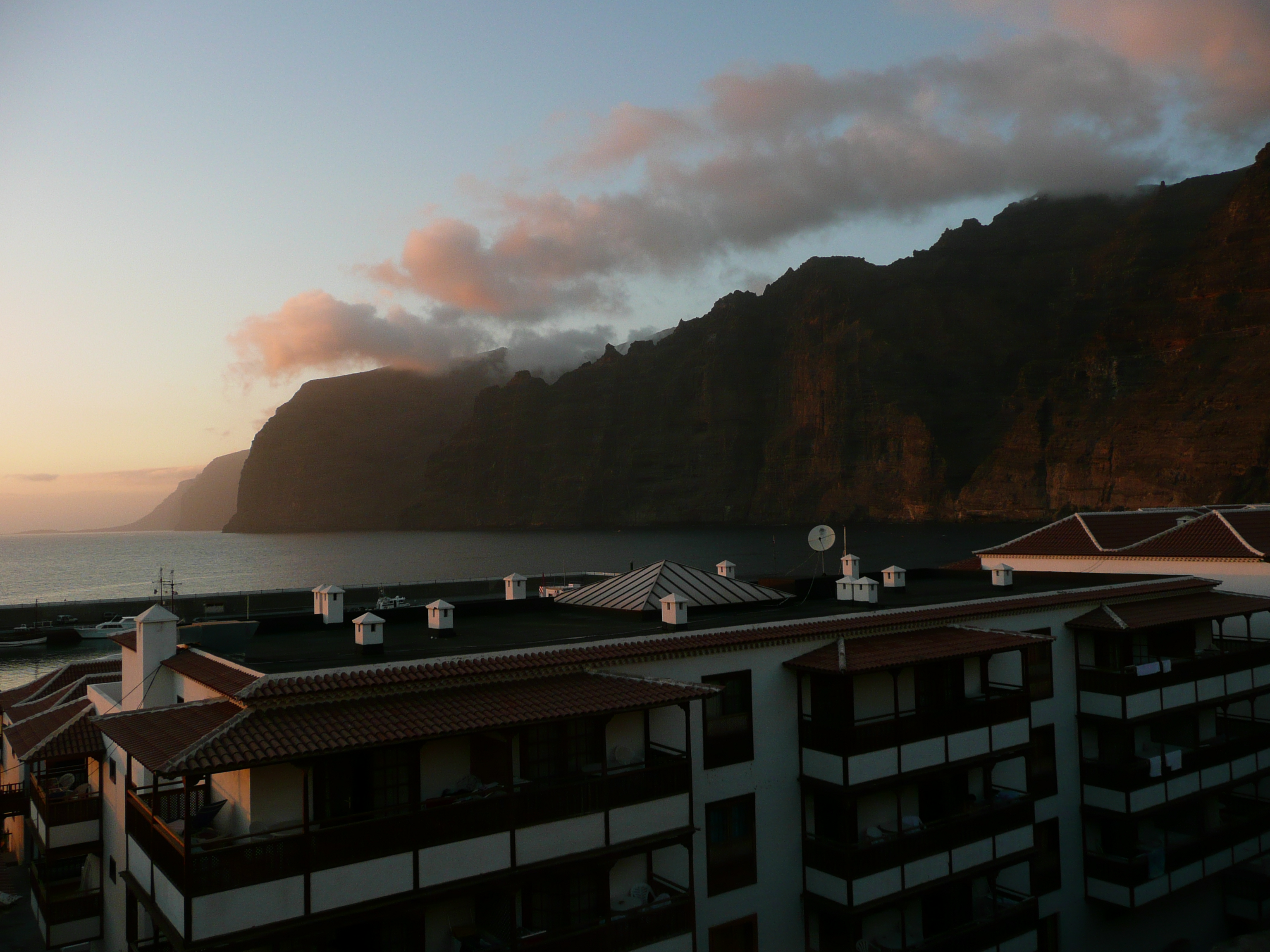
Los Gigantes
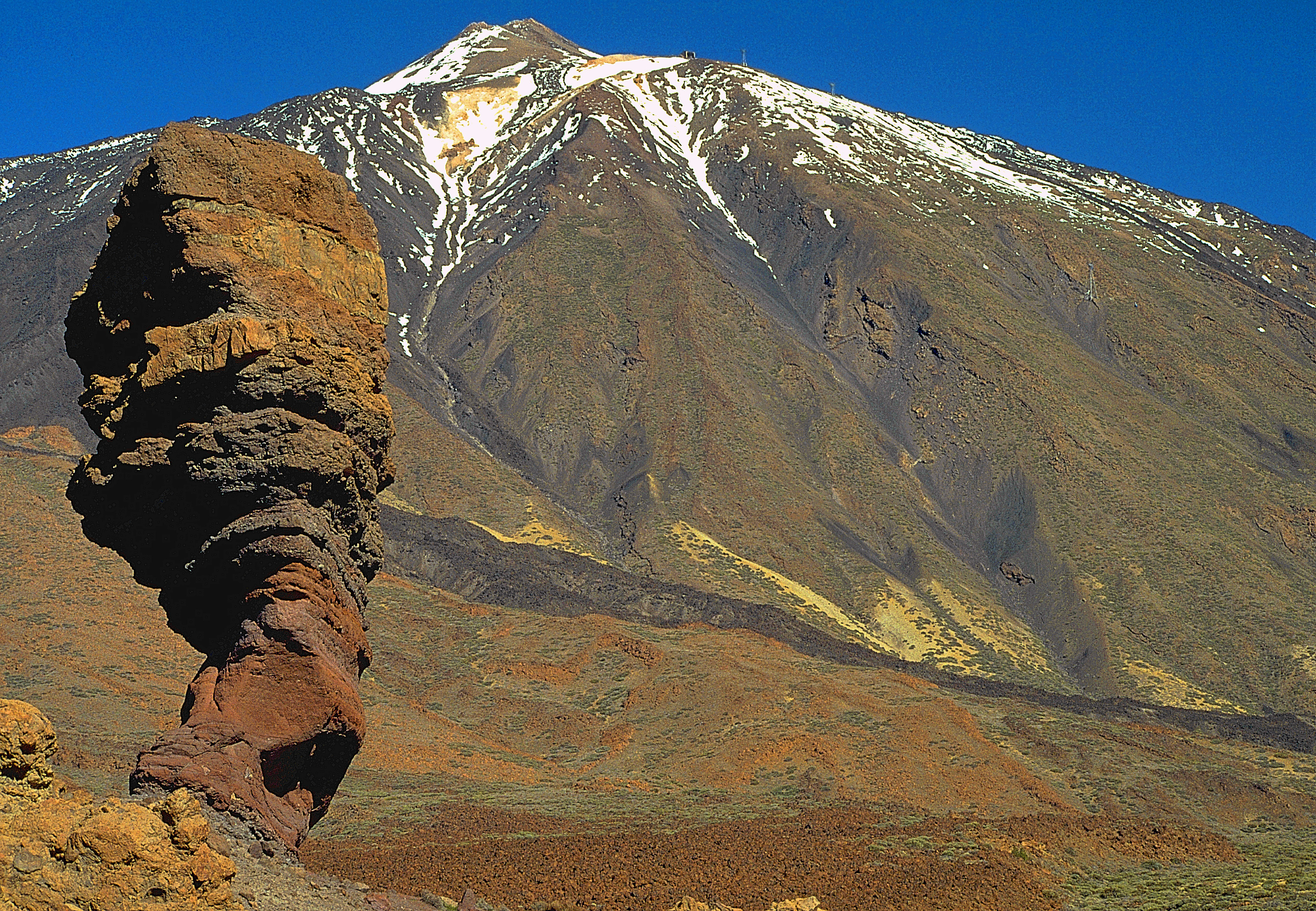
Teide
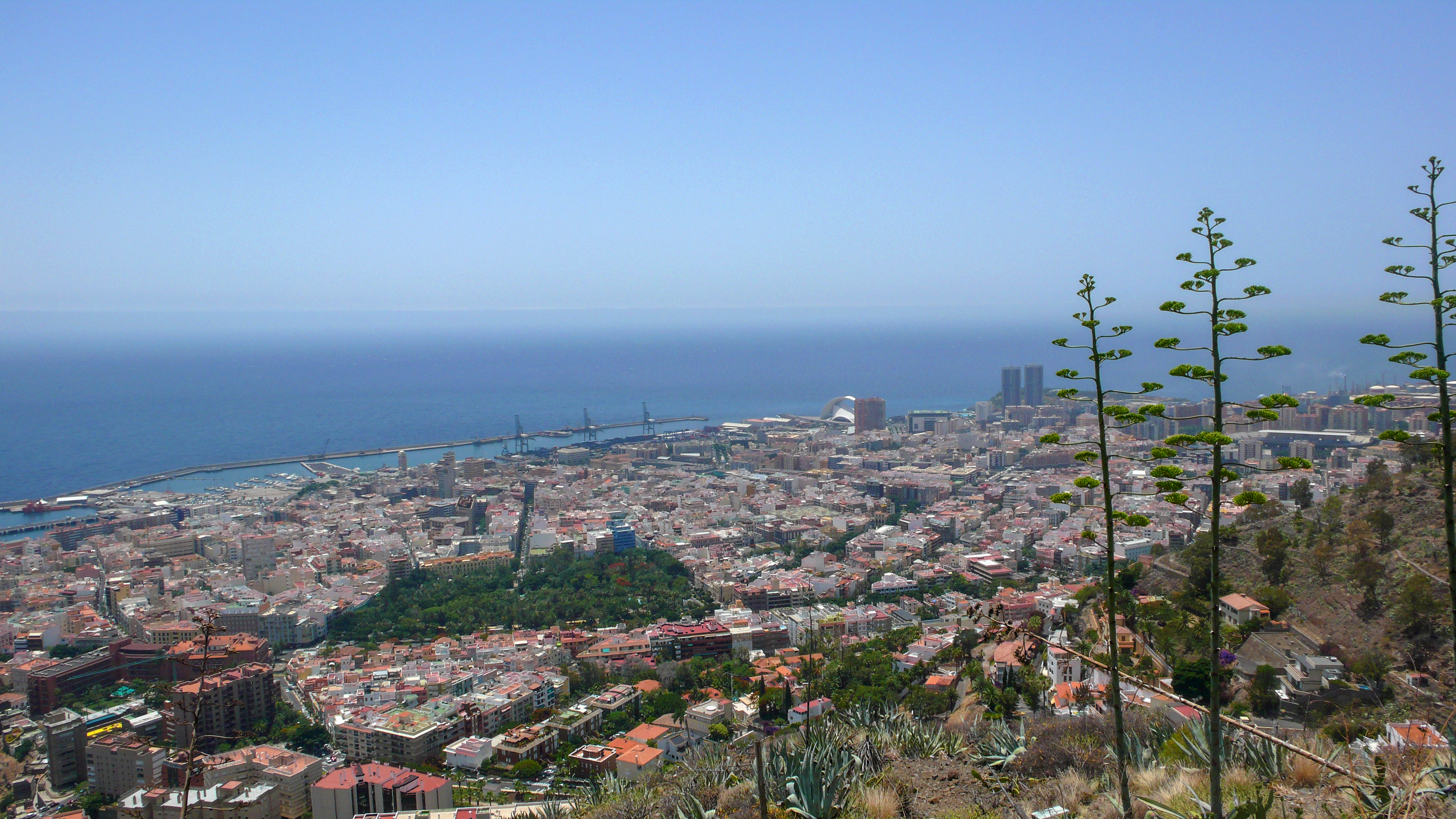
Santa Cruz de Tenerife
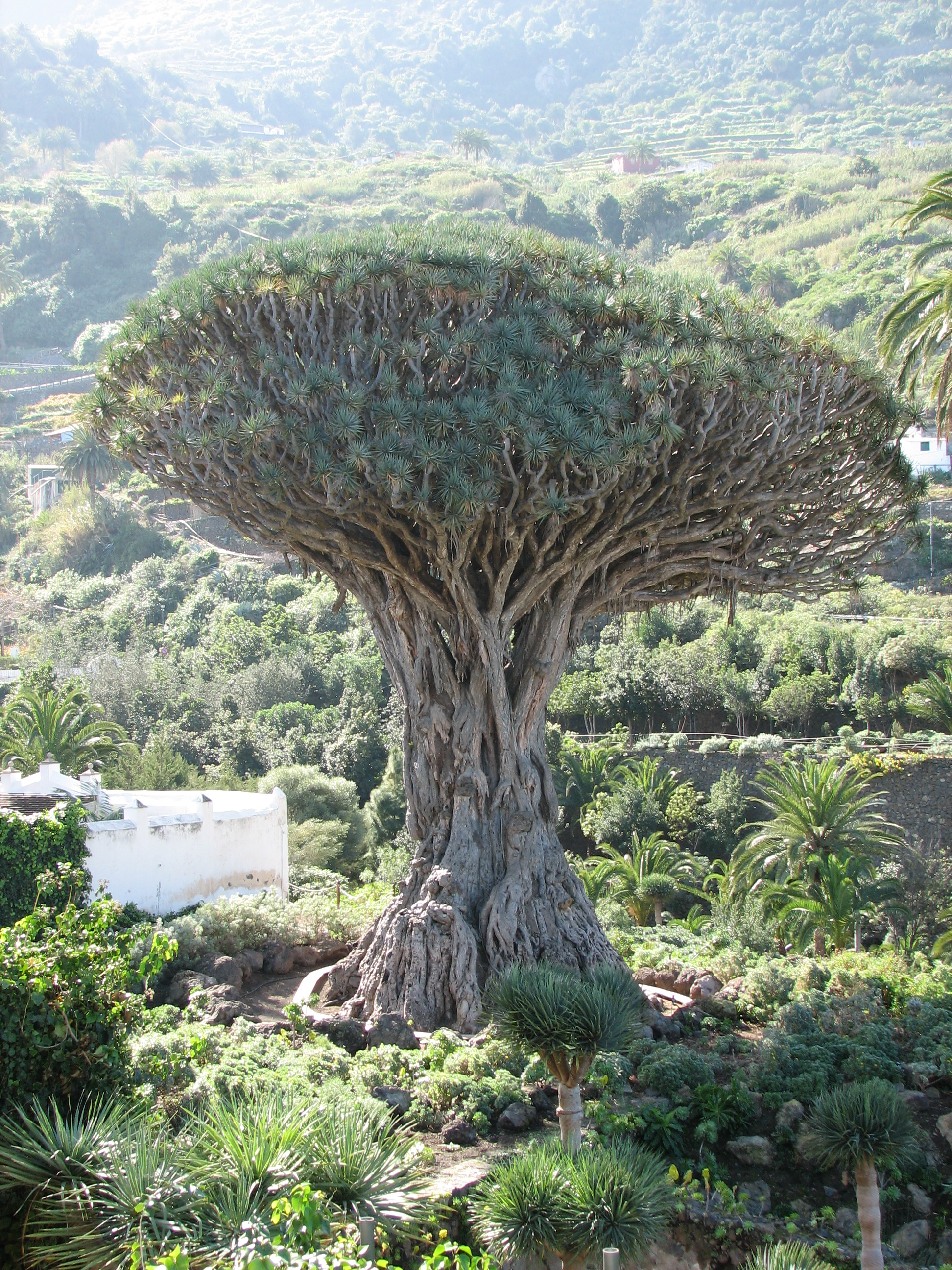
Kanári sárkányfa
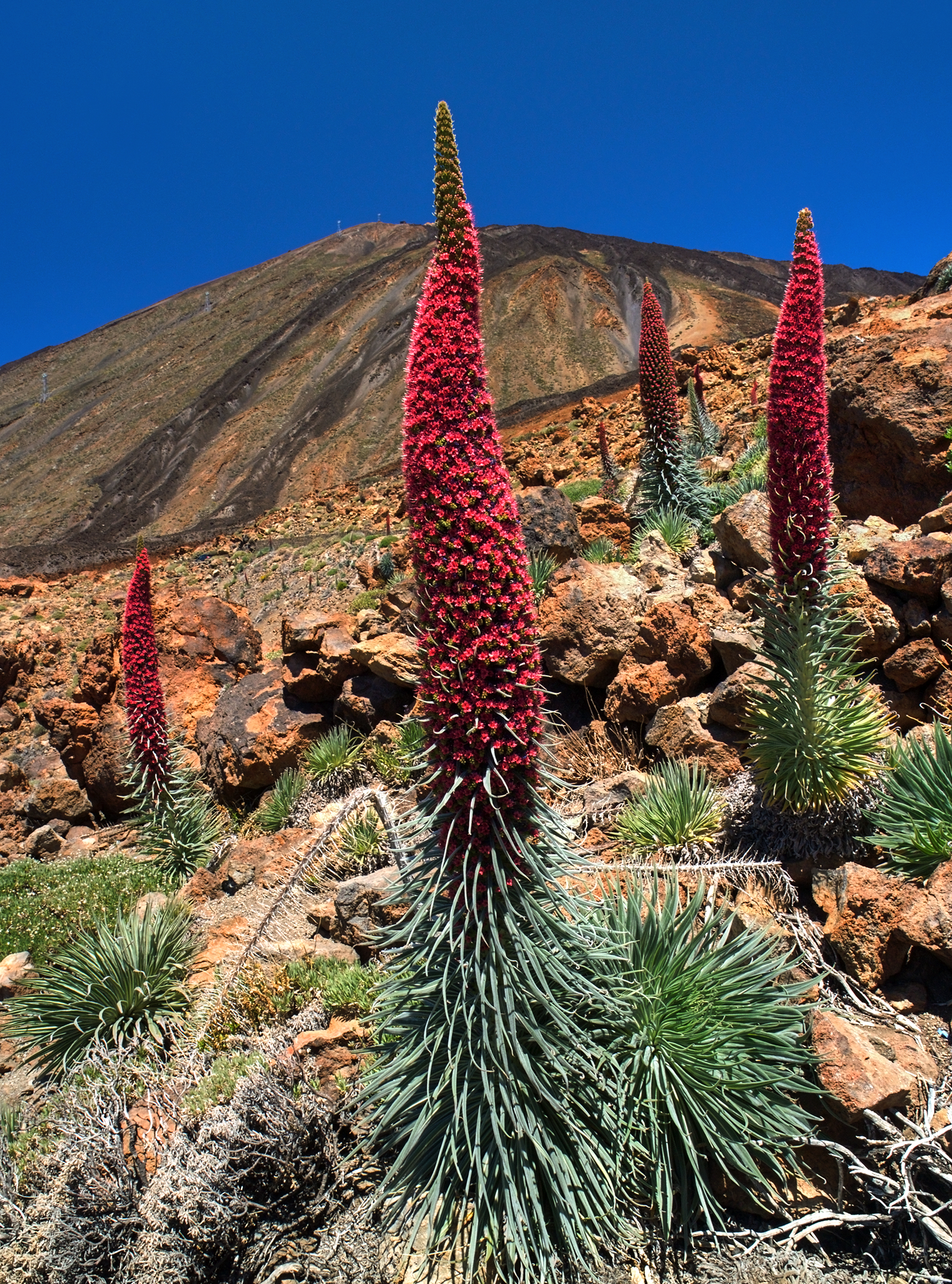
Echium wildpretii
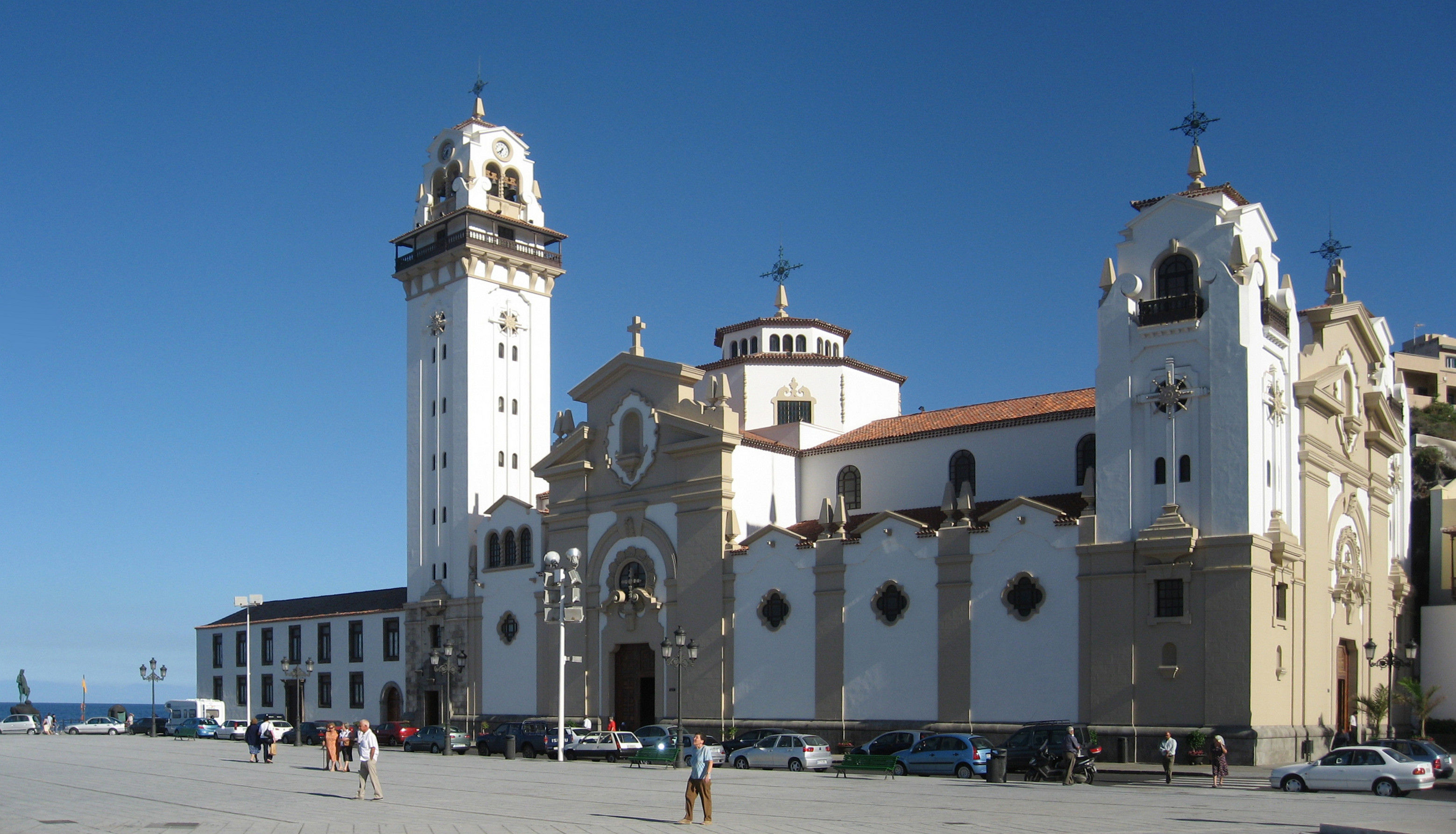
Candelariai Miasszonyunk-bazilika
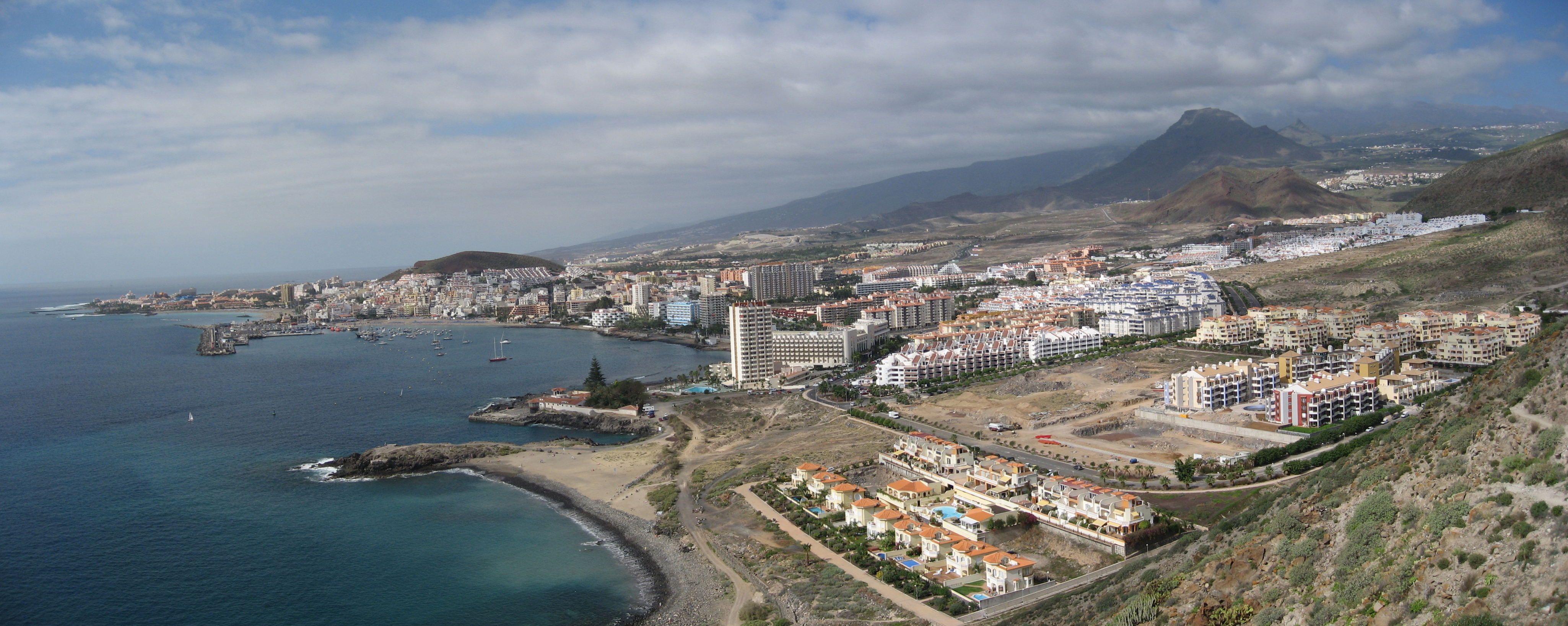
Los Cristianos
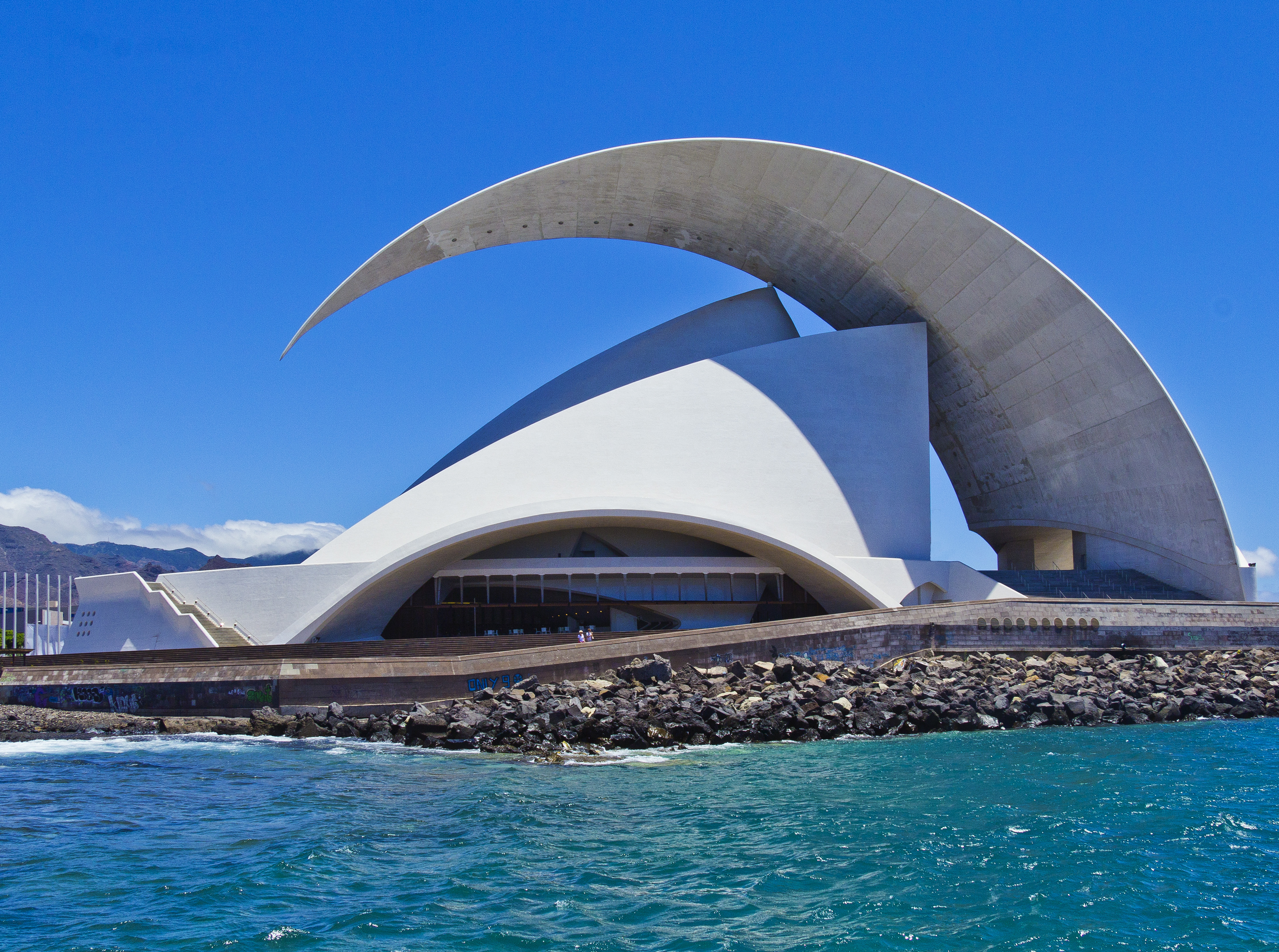
Auditorio de Tenerife
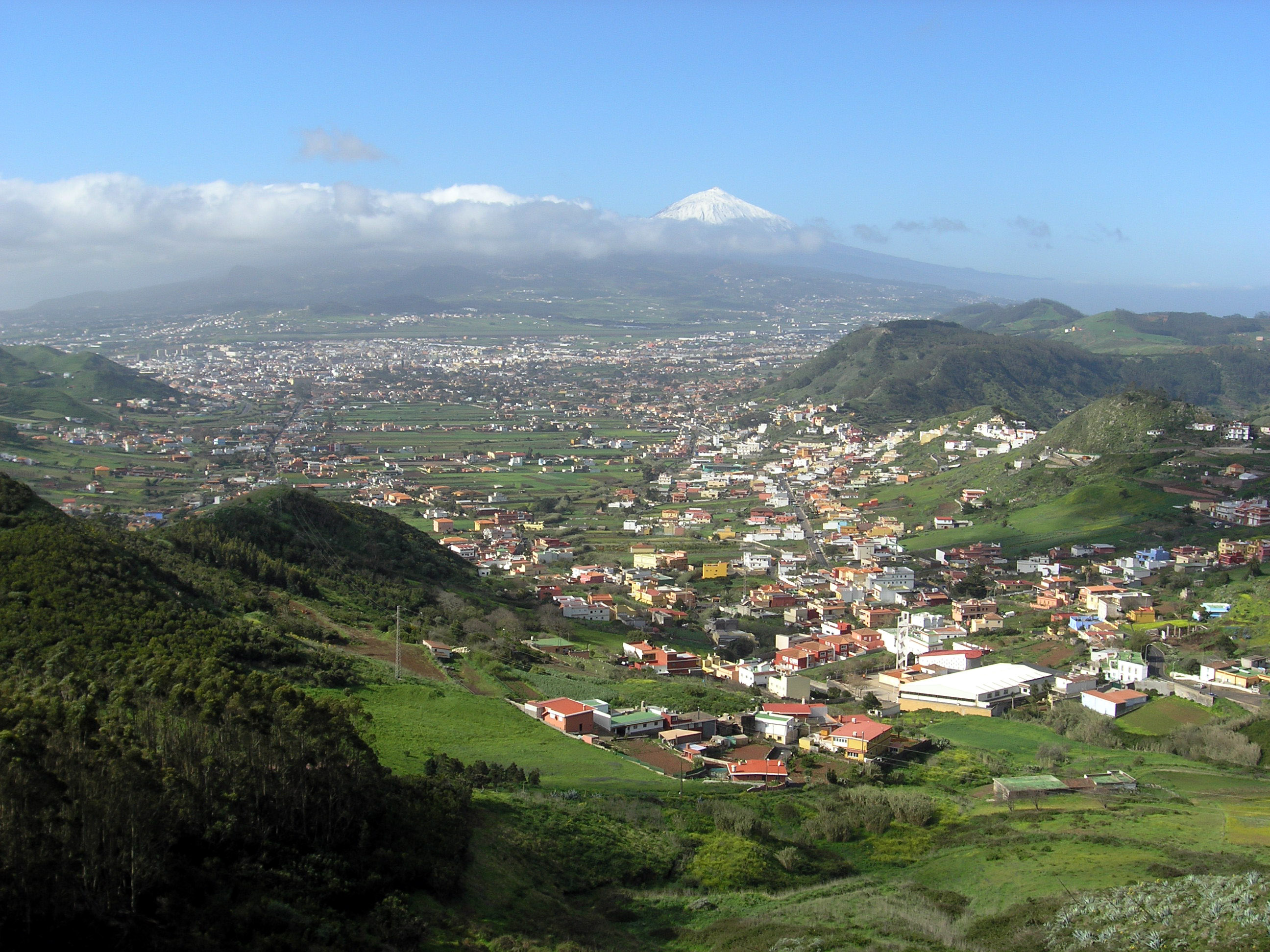
San Cristóbal de La Laguna
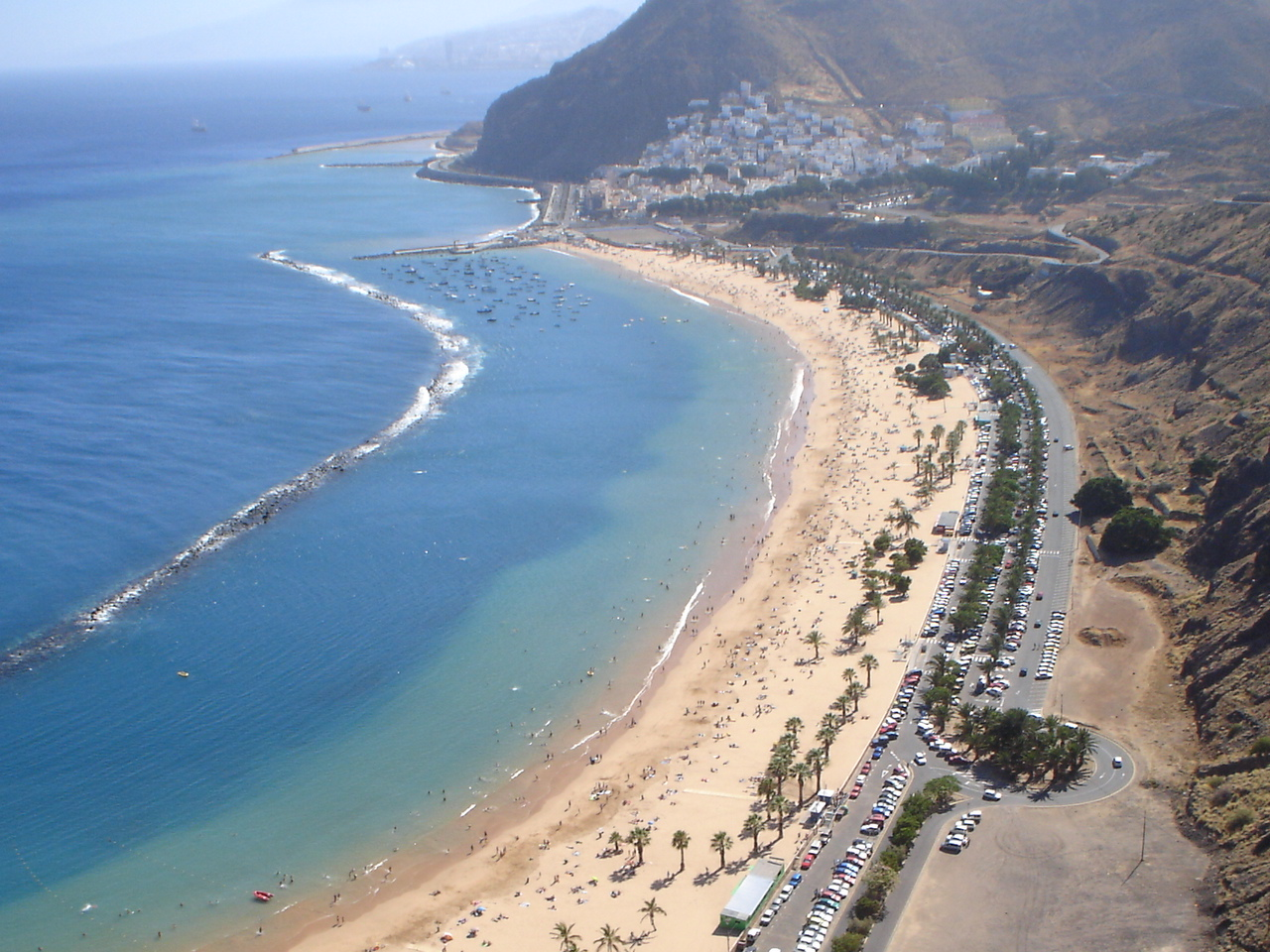
Las Teresitas strand
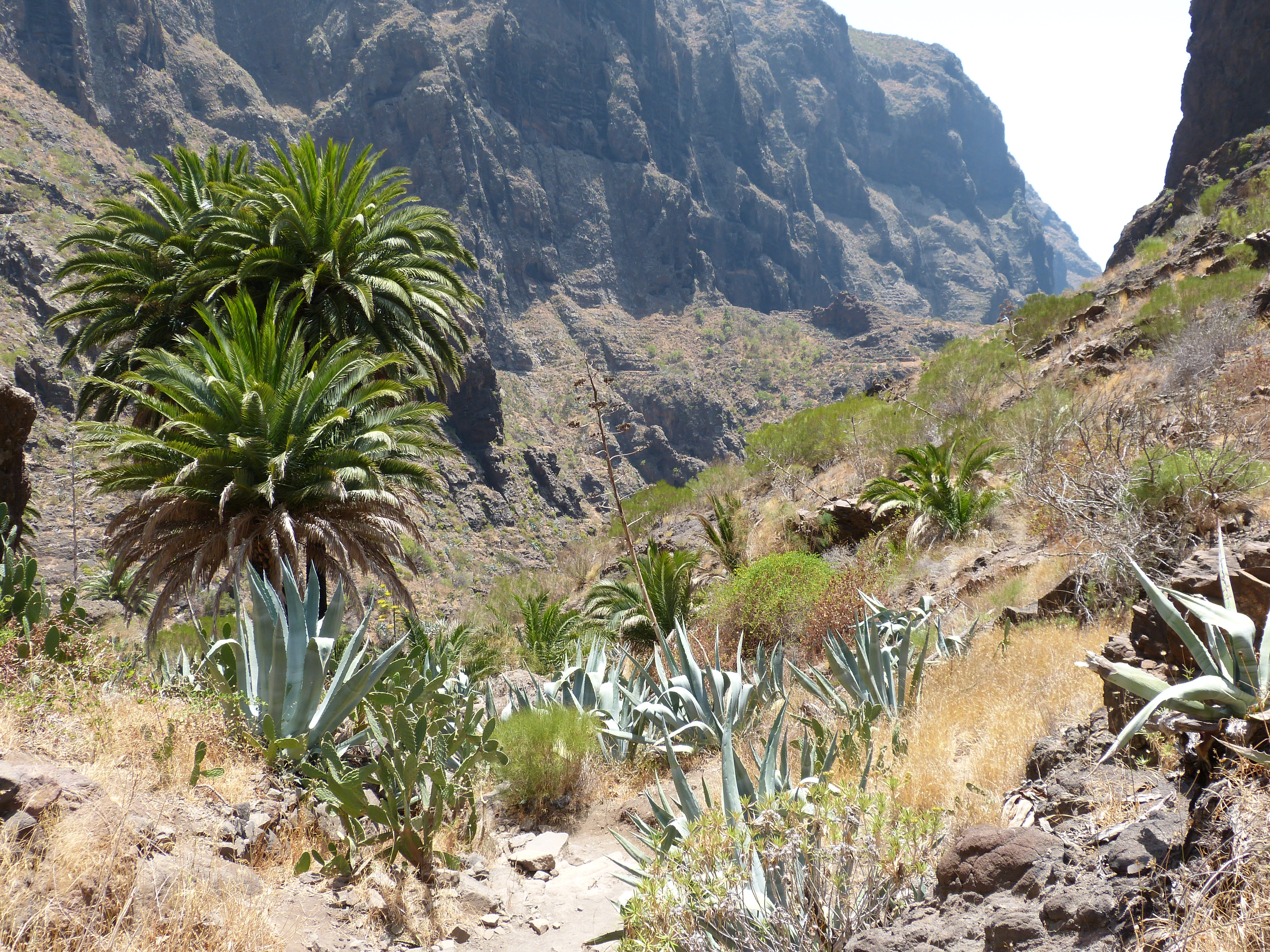
Vegetáció egy kanyonban
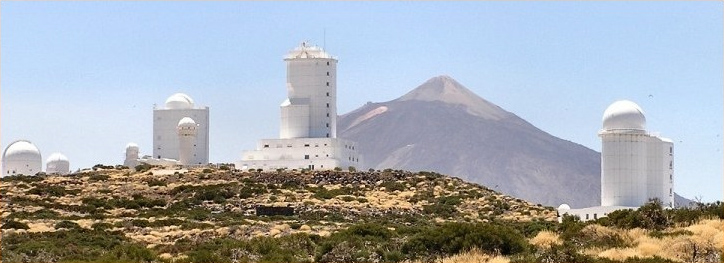
Teide-i obszervatórium

## Kapcsolódó szócikk
- A Kanári-szigetek történelme